# ゴダイヴァ (小惑星)
ゴダイヴァ (3018 Godiva) は小惑星帯に位置する小惑星。アメリカの天文学者、エドワード・ボーエルがアリゾナ州フラッグスタッフにあるローウェル天文台で発見した。
11世紀に活躍したイギリスの女性で、夫マーシア伯レオフリックの苛政をやめさせるために裸で街を行進した事で知られるゴダイヴァ夫人に因んで命名された。